# Курсе (Алије)
Курсе (фр. Courçais) насеље је и општина у централној Француској у региону Оверња, у департману Алије која припада префектури Монлисон.
По подацима из 2011. године у општини је живело 336 становника, а густина насељености је износила 12,67 становника/km². Општина се простире на површини од 26,51 km². Налази се на средњој надморској висини од 337 метара (максималној 394 m, а минималној 253 m).

## Демографија
| 1962. | 1968. | 1975. | 1982. | 1990. | 1999. | 2011. |
| ----- | ----- | ----- | ----- | ----- | ----- | ----- |
| 434   | 474   | 385   | 345   | 311   | 310   | 336   |

График промене броја становника у току последњих година